# Scano di Montiferro
Scano di Montiferro (en sard, Iscanu) és un municipi italià, dins de la província d'Oristany. L'any 2007 tenia 1.725 habitants. Es troba a la regió de Montiferru. Limita amb els municipis de Borore (NU), Cuglieri, Flussio, Macomer (NU), Sagama, Santu Lussurgiu, Sennariolo i Sindia (NU).

## Administració
| Període | Identitat | Partit        |
| ------- | --------- | ------------- |
| 2005-   | nobody    | Llista cívica |